# Orphninae
Orphninae (лат.) — подсемейство пластинчатоусых жуков с удлинённой овальной формой тела. Усики 10-члениковые. Около 150 видов. В Европе 9 видов (длина их тела составляет 4—10 мм).

## Этимология
Название подсемейству дал энтомолог Эриксон в 1847 году. Паулиан в 1964 году предложил дать подсемейству статус самостоятельного семейства и сделать новое подсемейство Aegidiinae для представителей Нового Света.